# Wong Fuk Wing
Wong Fuk Wing (20 gennaio 1960) è un ex calciatore ed ex giocatore di calcio a 5 hongkonghese.

## Carriera
Come massimo riconoscimento in carriera vanta la partecipazione, con la nazionale hongkonghese di calcio a 5, al FIFA Futsal World Championship 1992 in cui i padroni di casa, qualificati di diritto come paese organizzatore, sono stati eliminati nel girone del primo turno. Con la nazionale hongkonghese di calcio ha disputato gli XI Giochi asiatici organizzati a Pechino nell'autunno del 1990.